# Românii din Ucraina

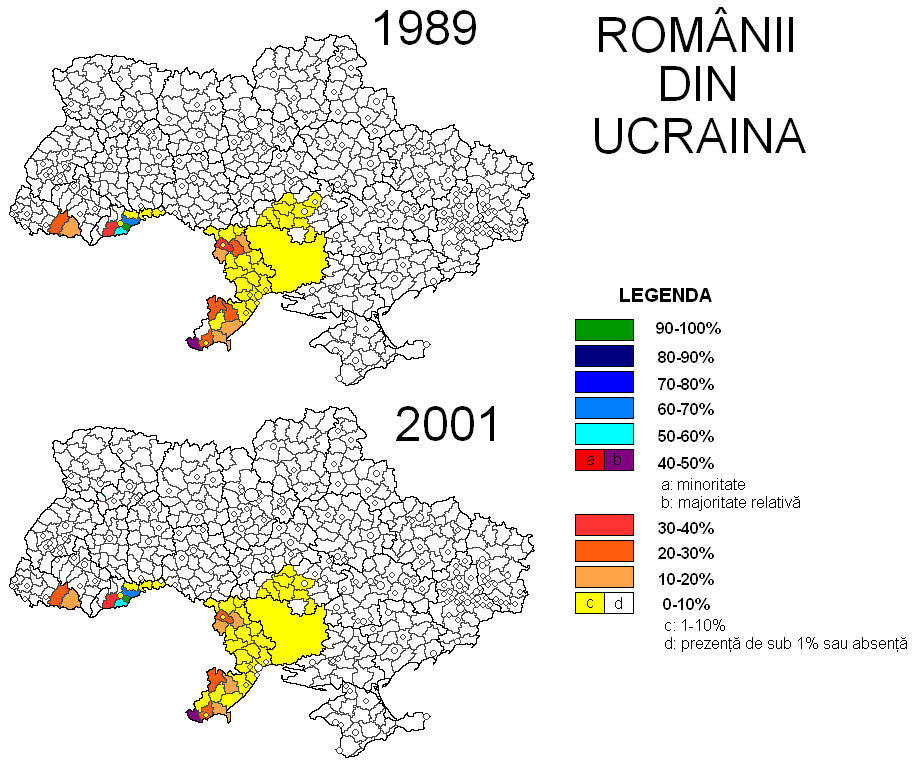
Procentajul românilor din Ucraina, după raioane, potrivit recensămintelor din 1989 și 2001.

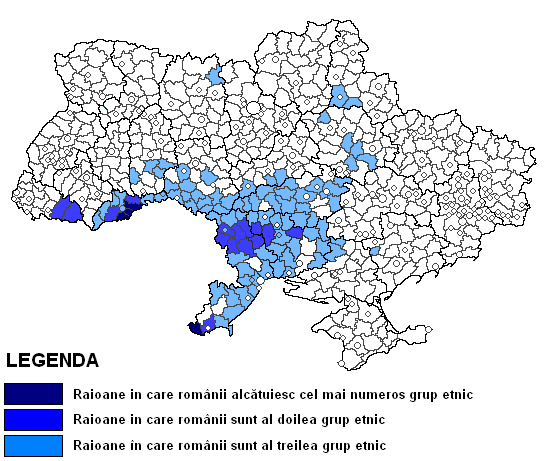
Reprezentarea românilor în raioanele din Ucraina în ordinea ierarhiei numerice conform recensământului general ucrainean din anul 2001.

Românii din Ucraina constituie al treilea grup etnic (după ucraineni și ruși) din Ucraina, numărând 409.608 de persoane, sau 0,85% (dintre care Moldoveni s-au declarat 258.619 or 0,53%, iar Români 150.989 or 0,32%) din populația Ucrainei, potrivit recensământului populației din 2001.
Teritorial diaspora română locuiește în regiunile limitrofe cu România și Republica Moldova, în regiunile Cernăuți (44,38% din totalul diasporei), Odesa (30,22%), Transcarpatia (7,85%), Mîkolaiv (3,21%) și Kirovohrad (2,02%), în rest (12,32%).

## Istorie
Cert este cunoscut că românii locuiesc pe teritoriul de astăzi al Ucrainei încă din timpul Evului mediu timpuriu, când aceste teritorii erau incluse în componența formațiunilor timpurii românești (Țara Strășinețului, Țara Maramureșului, Satele Hănești, ș.a.).
Odată cu emanciparea treptată a nobilimii din țările medievale române de sub stăpânirea împărățiilor și regatelor vecine, are loc întemeierea voievodatelor istorice românești: Țara Românească și Principatul Moldovei.

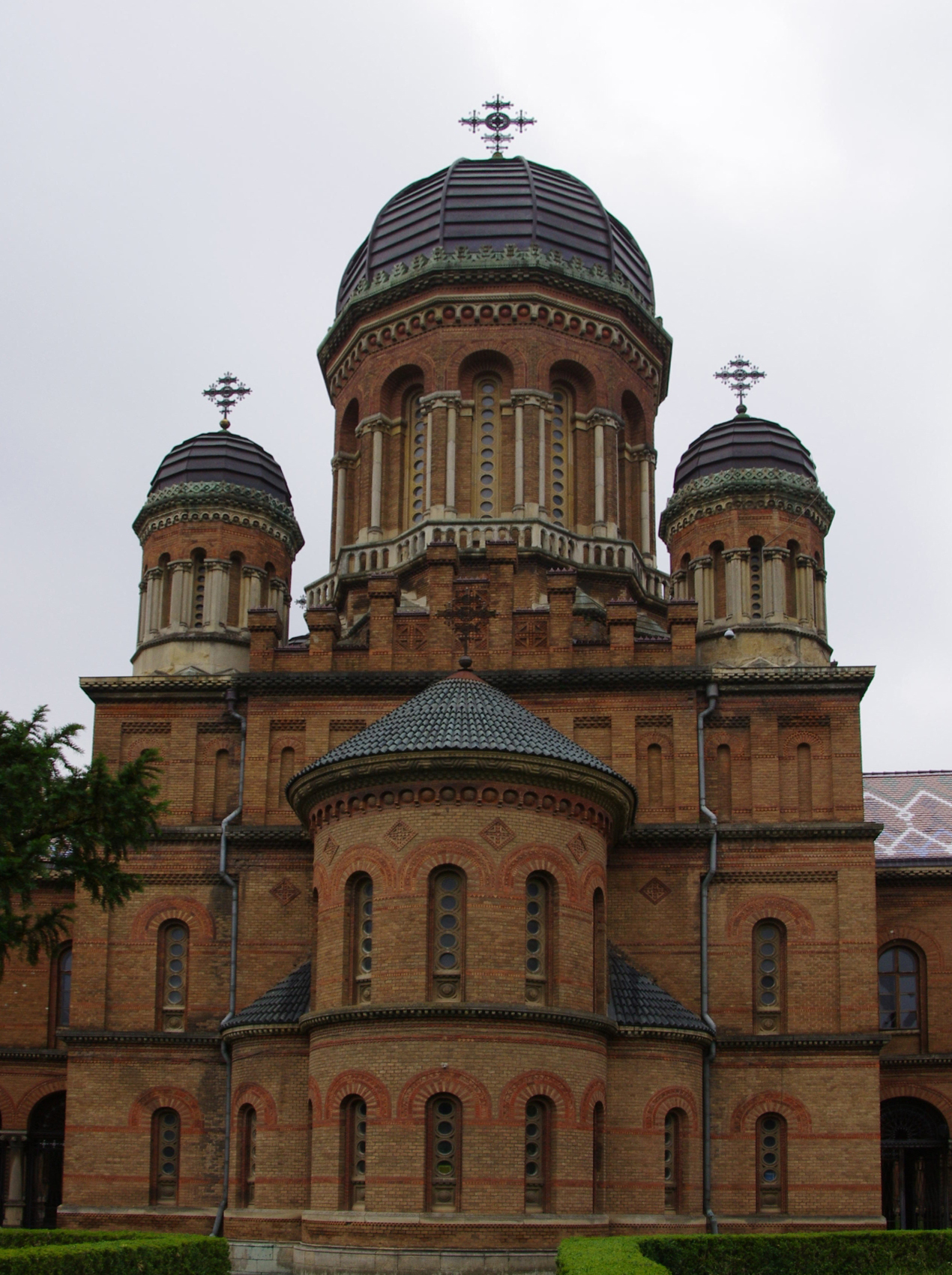
Biserica Sfinții Trei Ierarhi din Cernăuți, un centru religios al românilor bucovineni, astăzi ucrainizată

Pe parcursul secolelor românii de astăzi din Ucraina au locuit preponderent pe teritoriul Principatului Moldovei, dar au colonizat și pământuri de la est de Nistru, înființând așezări în Transnistria (practic nepopulată pe atunci): Bârzula, Codâma, Ocna Roșie, Ananiev, ș.a. Astfel, pe la 1150 este atestat în analele rusești orașul Bolohov. Istoricul rus Nikolai Karamzin scria în 1892 în volumul al IV-lea al Istoriei Imperiului Rus, că orașul Bolohov se află în guvernământul Podoliei, pe drumul de la Kiev la Halici.
În secolul al XVII-lea (1681 - 1683), Transnistria s-a aflat sub jurisdicția directă a domnului Moldovei, Gheorghe Duca. Târgurile de aici erau organizate ca și orașele moldovenești, fiind conduse de șoltuzi și pârgari. Stăpânirea domnilor Moldovei era dovedită și de condicile de socoteli și biruri ale acestora. 

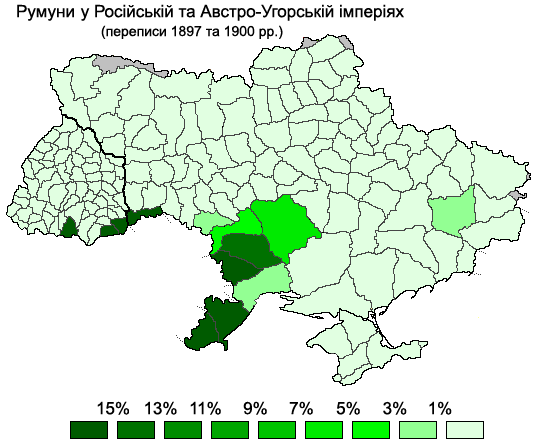
Procentajul românilor de pe teritoriul Ucrainei de azi conform recensământului rusesc din 1897 (pentru Ucraina centrală și de est) și austro-ungar din 1900 (pentru Ucraina de vest)

Centrele mai importante erau Moghilău - ridicat de domnitorul Ieremia Movilă pe moșia Cantacuzineștilor, Dubăsari - ridicat în apropierea podului de dubase (luntre) construit de moldoveni, altele erau: Bârzula, Codâma, Iampol, Jaruga, Ocna Roșie, Silimbria, Rașcov, Vasilcău, etc. Trebuie de asemenea menționat Oceacul, situat la extremitatea nordică a estuarului Niprului (în a cărui bifurcație se varsă Bugul), cetate pentru construirea căreia Petru Șchiopul a trimis în 1587 15.000 de salahori și 3.000 de care. Mihai Viteazul cerea în tratativele purtate cu regele Sigismund al III-lea al Poloniei, în martie 1600 la Brașov, să i se recunoască stăpânirea Oceacului de peste Nistru.
În 1775, teritoriul de nord-vest a Moldovei cu o suprafață de 10.442 km² este anexat de către Imperiul Habsburgic, odată cu debutul administrației austriece, este adoptată oficial denumirea de Bucovina. Recensământul din 1776 a reliefat faptul că în Bucovina, numărul de locuitori era de circa 70.000, dintre care 85,3% români, 10,7% slavi și 4% alții. Astfel acesta a fost primul caz când un teritoriu predominant/majoritar românesc se pomenește în componența unui alt stat.

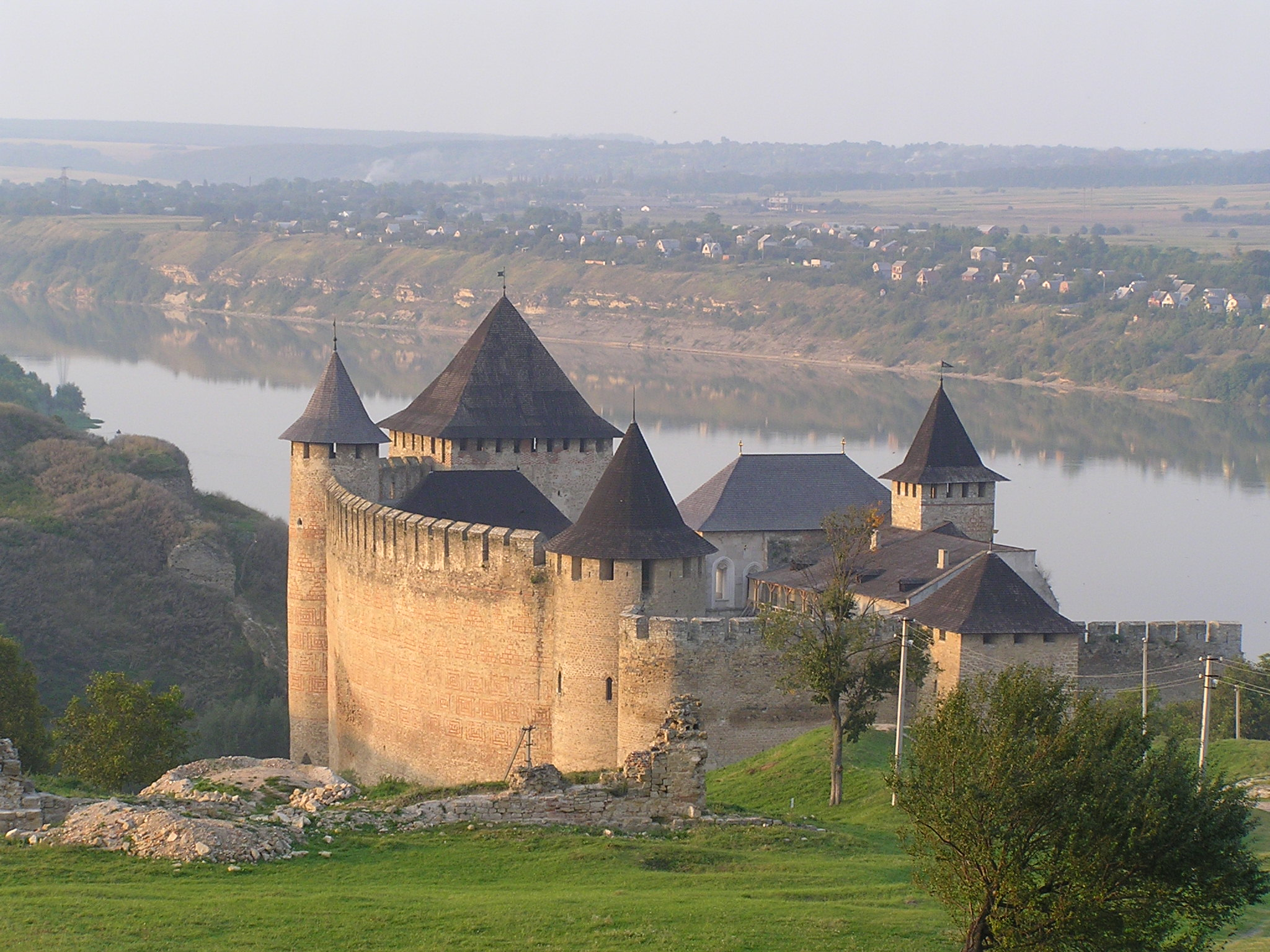
Cetatea Hotinului, aflată în prezent pe teritoriul Ucrainei.

În momentul în care Imperiul Rus a observat slăbirea Imperiului Otoman, a ocupat jumătatea de est a Moldovei, între Prut și Nistru. Această acțiune a fost urmată de șase ani de război, care au fost încheiați prin Tratatul de pace de la București, semnat pe 16/28 mai 1812, între Imperiul Rus și Imperiul Otoman, la încheierea războiului din 1806 – 1812, teritoriul de est al Moldovei dintre Prut și Nistru, țariștii l-au alăturat Ținutului Hotin și Basarabiei/Bugeacului luate de la turci, denumind ansamblul Basarabia (în 1813) și transformându-l într-o gubernie împărțită în zece ținuturi (Hotin, Soroca, Iași (partea de peste Prut), Orhei, Ținutul Lăpușna, Tighina, Cahul, Bolgrad, Ismail și Cetatea Albă, capitala guberniei fiind stabilită la Chișinău.
Ocupația din 1812, a fost un al doilea caz când un teritoriu cu  o populație predominant românească (83,848 familii de români sau 86% la recensământul rus din 1817) a fost inclus în componența altui stat. Astfel la 1810, potrivit unor date incomplete culese de ruși, între Prut și Nistru locuiau 327,199 de persoane, din care numai circa 7-8% erau neromâni. Potrivit opiniei lui Zamfir Ralli-Arbore, înainte de anexare, în ținut locuiau nu mai mult de 25-30 de mii de locuitori de origine neromână.
În ambele provincii a urmat o puternică politică de colonizatoare (vezi și: Colonizarea Basarabiei) și germanizare/rusificare, astfel că în Bucovina procentajul românilor a scăzut de la 85.3% în 1776, până la 34.4% în 1910. În Basarabia același tablou, dacă în 1817 români erau 86%, atunci în 1898 numai 47.6%. Spre deosebire de ucraineni, a căror procentaj în Ducatul Bucovinei a crescut de la 10.7% la 38.9%, în Basarabia de la 6.5% la 19%.
Marea Unire din 1918 a stopat procesele de deznaționalizare, dar numai pentru o perioadă. Pentru ca în anul 1940, trupele sovietice să ocupe întreaga Basarabie, Bucovina de Nord și Ținutul Herța, potrivit anexei secrete a tratatului de neagresiune sovieto-german de la 1939. A urmat reîntoarcerea administrației românești în teritoriu (1941 - 1944), dar numai pentru 3 ani, în timpul celui de-Al Doilea Război Mondial.
Între 1944 - 1991 românii din Ucraina au trăit teroarea regimului sovietic, după 1991 aceștia s-au pomenit în componența nou formatului stat, Ucraina.

## Demografie

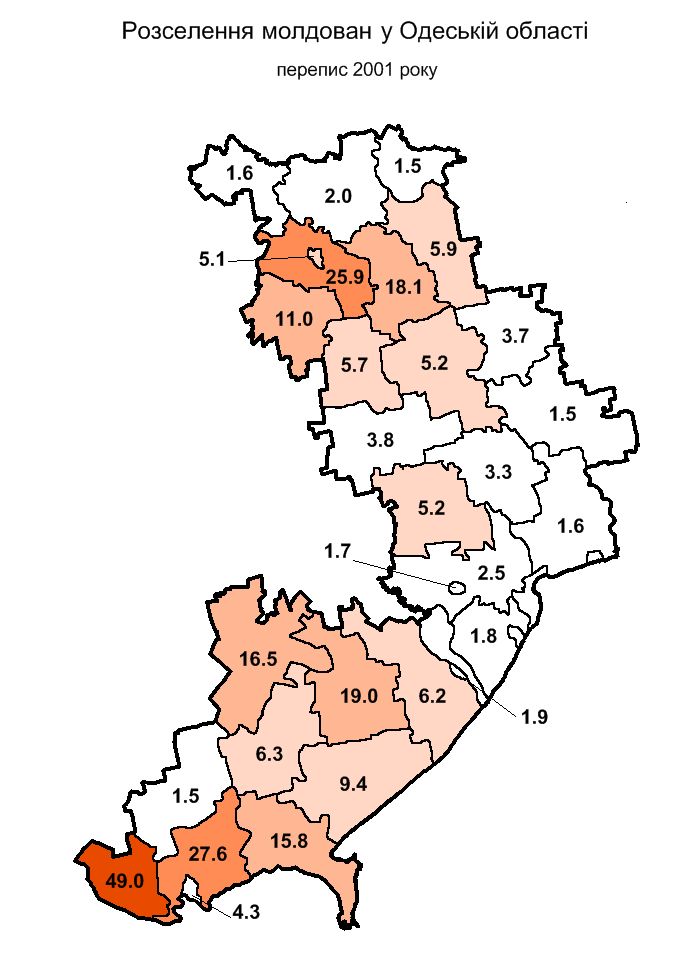
Procentul de moldoveni din raioanele regiunii Odesa conform recensământului din 2001.

### Populație istorică
| An   | Populație | % din tot. pop. | % creștere/desc. |
| ---- | --------- | --------------- | ---------------- |
| 1926 | 257.794*  | 0,89%           | ▬                |
| 1939 | 230.698*  | 0,74%           | ▼ 10,5%          |
| 1959 | 341.512   | 0,81%           | ▲ 48,3%          |
| 1970 | 378.043   | 0,8%            | ▲ 10,7%          |
| 1979 | 415.371   | 0,84%           | ▲ 9,9%           |
| 1989 | 459.420   | 0,89%           | ▲ 10,6%          |
| 2001 | 409.608   | 0,85%           | ▼ 10,8%          |

Notă:* doar Români transistreni.

### Populația după regiune
| Regiune                               | Populație | % din tot. pop. | Raportul moldoveni (decl.) – români |
| ------------------------------------- | --------- | --------------- | ----------------------------------- |
| Cernăuți                              | 181.780   | 19,78%          | 36,98 – 63,02%                      |
| Odesa                                 | 124.475   | 5,07%           | 99,42 – 0,58%                       |
| Transcarpatia                         | 32.668    | 2,6%            | 1,58 – 98,42%                       |
| Nikolaev                              | 13.333    | 1,05%           | 98,78 – 1,22%                       |
| Kirovograd                            | 8.413     | 0,75%           | 98,35 – 1,65%                       |
| Herson                                | 4.385     | 0,37%           | 95,3 – 4,7%                         |
| Crimeea                               | 4.029     | 0,2%            | 93,35 – 6,65%                       |
| Vinnița                               | 3,076     | 0.17%           | 95.71 – 4.29%                       |
| Poltava                               | 2.657     | 0,16%           | 96,42 – 3,58%                       |
| Donețk                                | 7.543     | 0,15%           | 95,07 – 4,93%                       |
| Zaporojie                             | 2.680     | 0,14%           | 92,39 – 7,61%                       |
| Dniepropetrovsk                       | 4.668     | 0,13%           | 94,21 – 5,79%                       |
| Lugansk                               | 3.373     | 0,13%           | 96,41 – 3,59%                       |
| Cerkasî                               | 1.689     | 0,13%           | 95,74 – 4,26%                       |
| Jîtomîr                               | 1.562     | 0,11%           | 91,23 – 8,77%                       |
| Harkov                                | 2.626     | 0,09%           | 93,75 – 6,75%                       |
| Kiev                                  | 1.738     | 0,09%           | 87,17 – 12,83%                      |
| Orașul Kiev                           | 2.130     | 0,08%           | 90,47 – 9,53%                       |
| Celelalte regiuni, sub 1.000 de Md/Ro | 6.783     |                 |                                     |

| Regiunea                                                     | Regiunea      | Regiunea   | Regiunea |
| ------------------------------------------------------------ | ------------- | ---------- | -------- |
| Cernăuți                                                     | Transcarpatia | Kirovograd | Nikolaev |
|                                                              |               |            |          |
| Procentajul vorbitorilor de română din regiune, după comună. |               |            |          |
|                                                              |               |            |          |

### Populația după raioane, peste 5%
| Raion        | Români/Moldoveni | % din tot. pop. | Regiune       |
| Herța        | 30.310           | 93,8%           | Cernăuți      |
| Noua Suliță  | 56.223           | 64,3%           | Cernăuți      |
| Adâncata     | 37.348           | 51,4%           | Cernăuți      |
| Reni         | 19.900           | 49%             | Odesa         |
| Storojineț   | 35.402           | 37,2%           | Cernăuți      |
| Ismail       | 15.100           | 27,6%           | Odesa         |
| Bârzula      | 8.000            | 25,9%           | Odesa         |
| Sărata       | 9.400            | 19%             | Odesa         |
| Ananiev      | 5.900            | 18,1%           | Odesa         |
| Tarutino     | 7.500            | 16,5%           | Odesa         |
| Chilia       | 9.400            | 15,8%           | Odesa         |
| Teceu        | 21.377           | 12,4%           | Transcarpatia |
| Rahău        | 10.535           | 11,6%           | Transcarpatia |
| Ocna Roșie   | 2.500            | 11%             | Odesa         |
| Tatarbunar   | 3.900            | 9,4%            | Odesa         |
| Hotin        | 5.161            | 7,1%            | Cernăuți      |
| Arciz        | 3.300            | 6,3%            | Odesa         |
| Cetatea Albă | 3.900            | 6,2%            | Odesa         |
| Liubașivka   | 2.000            | 5,9%            | Odesa         |
| Frunzivka    | 1.200            | 5,7%            | Odesa         |
| Rozdilna     | 2.900            | 5,2%            | Odesa         |
| Șiriaeve     | 1.500            | 5,2%            | Odesa         |

## Limbă

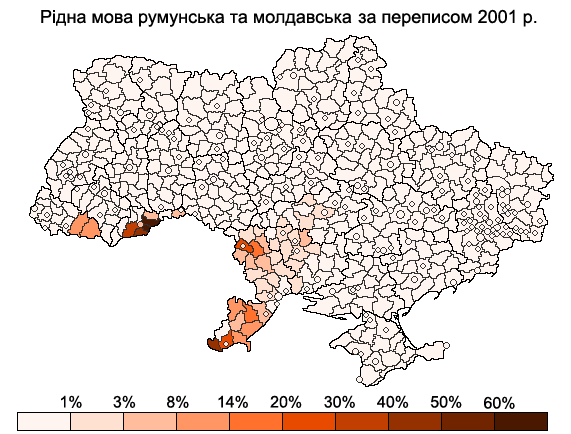
Procentul populației din orașele și raioanele Ucrainei care a indicat română ca limbă maternă la recensământul din 2001

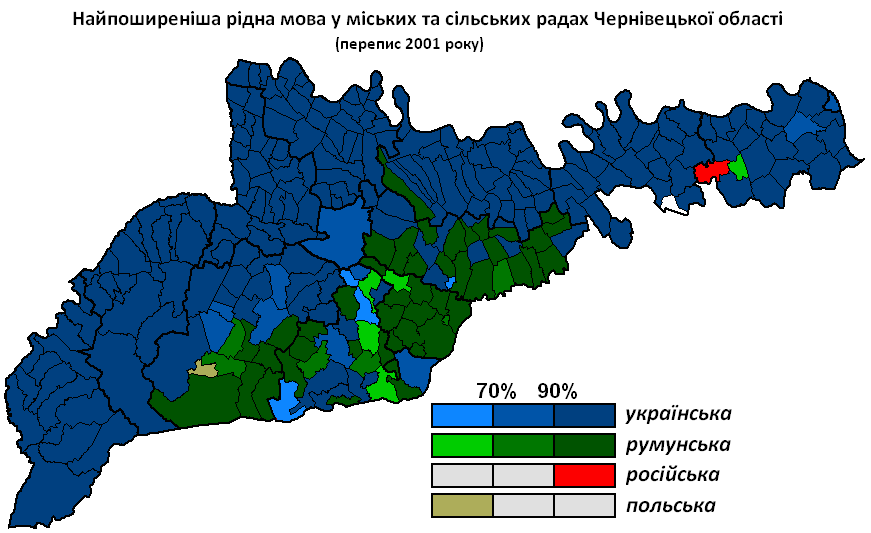
Cea mai frecventă limbă maternă în consiliile locale din regiunea Cernăuți conform recensământului din 2001 (consiliile locale cu populație preponderent românofonă în verde)

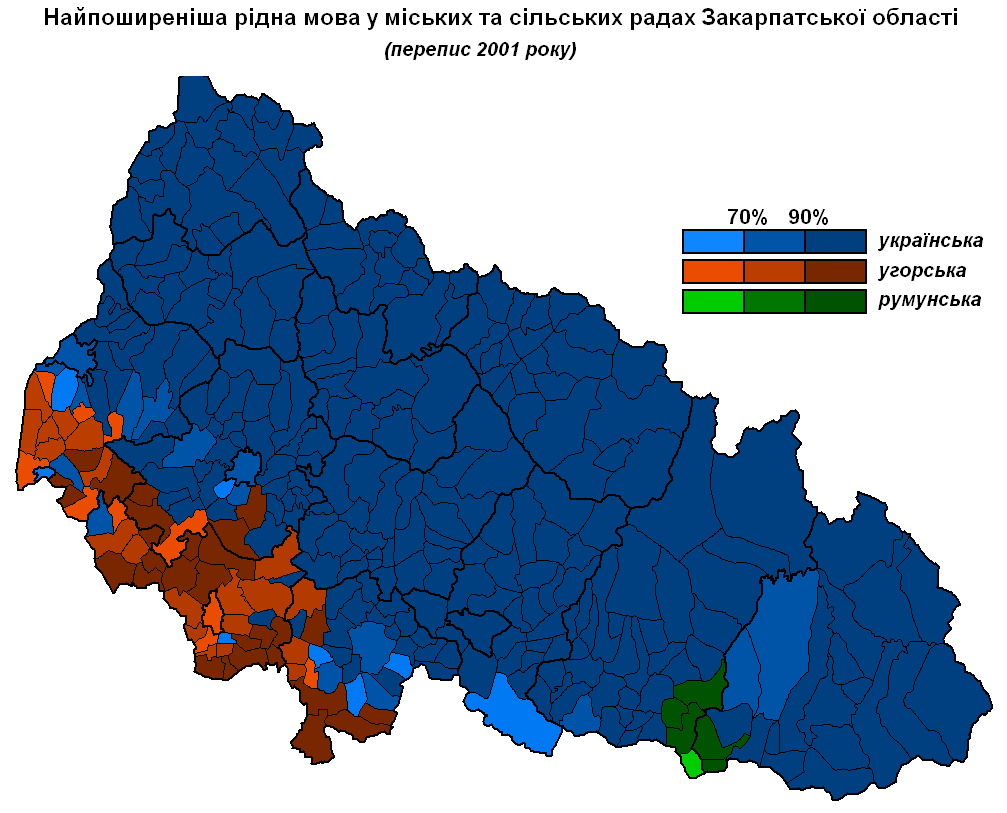
Cea mai frecventă limbă maternă în consiliile locale din regiunea Transcarpatia conform recensământului din 2001 (consiliile locale cu populație preponderent românofonă în verde)

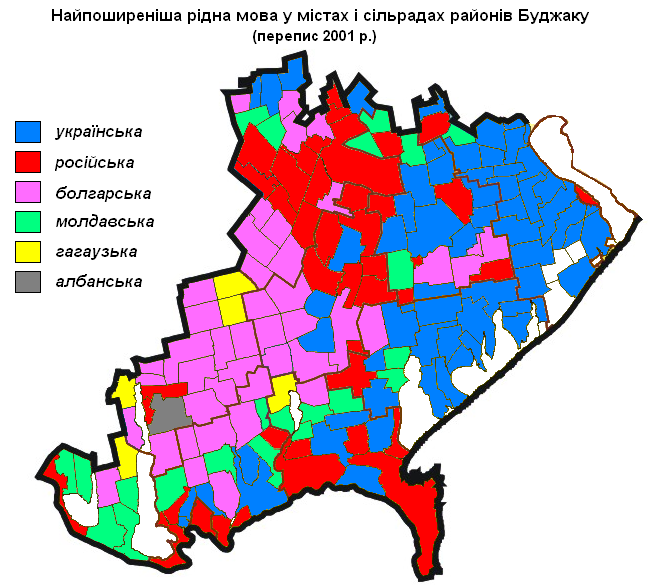
Cea mai frecventă limbă maternă în consiliile locale din sudul regiunii Odesa conform recensământului din 2001 (consiliile locale cu populație preponderent românofonă în verde)

Conform recensământului din 2001, limba română (sau „moldovenească”) a fost numită limbă maternă de 18,64% (11,85% „română”, 6,79% — „moldovenească”) din populația regiunii Cernăuți, 3,79% (0,01% și 3,78%) din populația regiunii Odesa și 2,60% (2,57% și 0,03%) din populația regiunii Transcarpatia.
În urma recensământului din 2001, 91.7% dintre români (declarați) au declarat limba română, limbă maternă, 6.2% limba ucraineană, iar 1.5% rusa.
În rândul moldovenilor (declarați), 70.0% au enumerat (91.6% în regiunea Cernăuți) limba moldovenească, limbă maternă, 17.6% rusa (1.2%) și 10.7% ucraineana (3.2%).
Calculând apartenența lingvistică cumulată a românilor și moldovenilor declarați, apare următoarea structură lingvistică: 78.0% vorbesc limba română/moldovenească, 11.6% rusa, iar ucraineana 9.0%.
Este remarcabil faptul că în ultimul timp, mai ales după desfășurarea algerilor legislative din 2012, limbii române din Ucraina i-a fost acordată statutul de limbă regională în mai multe localități din regiunea Cernăuți: Pătrăuții de Jos și Igești (r-ul. Storojineț,), Voloca pe Derelui (r-ul Adâncata), Ostrița și Buda Mare (r-ul. Herța), Mahala, Prut și Tărăsăuți (r-ul. Noua Suliță); și din regiunea Transcarpatia: Biserica Albă (r-ul. Rahău) și Apșa de Jos, Slatina și Strâmtura (r-ul. Teceu). Legea care introduce conceptul de „limbi regionale” a fost abrogată în 2018.
Potrivit Serviciului de Stat de Statistică al Ucrainei, în anul școlar 2023/24, în regiunea Cernăuți au urmat învățământul secundar general 105.874 de elevi, dintre care 93.134 (87,97%) au studiat în clase de limba ucraineană și 12.740 (12,03%) în clase de limba română. Dintre cei 48.486 de elevi din învățământul secundar din instituțiile de învățământ din mediul urban, 47.165 (97,28%) au studiat în limba ucraineană și 1.321 (2,72%) în limba română. Dintre cei 57.388 de elevi din învățământul secundar din instituțiile de învățământ din mediul rural, 45.969 (80,10%) au fost școlarizați în limba ucraineană, iar 11.419 (19,90%) în limba română.
Pe 17 iunie 2025 circa 20 de persoane au intrat intrat în Catedrala Pogorârea Sfântului Duh din Cernăuți și au desfășurat o acțiune violentă, scoțând afară preoții și enoriașii Bisericii Ortodoxe Ucrainene. Poliția a înconjurat zona și nu a mai permis credincioșilor acestei biserici să mai intre în lăcaș. Concomitent mitropolitul Bisericii Ortodoxe a Ucrainei, Feognost Bodoriak, a făcut o declarație prin care a comunicat că în catedrală a fost săvârșită prima slujbă în limba ucraineană, iar primarul orașului Cernăuți a spus că este o zi istorică pentru Ucraina. Comunitatea românească din regiunea Cernăuți a deplâns acțiunea de evacuare a preoților și credincioșilor din biserică, precum și intervenția poliției. A doua zi credincioșii de limba română au reintrat în posesia lăcașului.

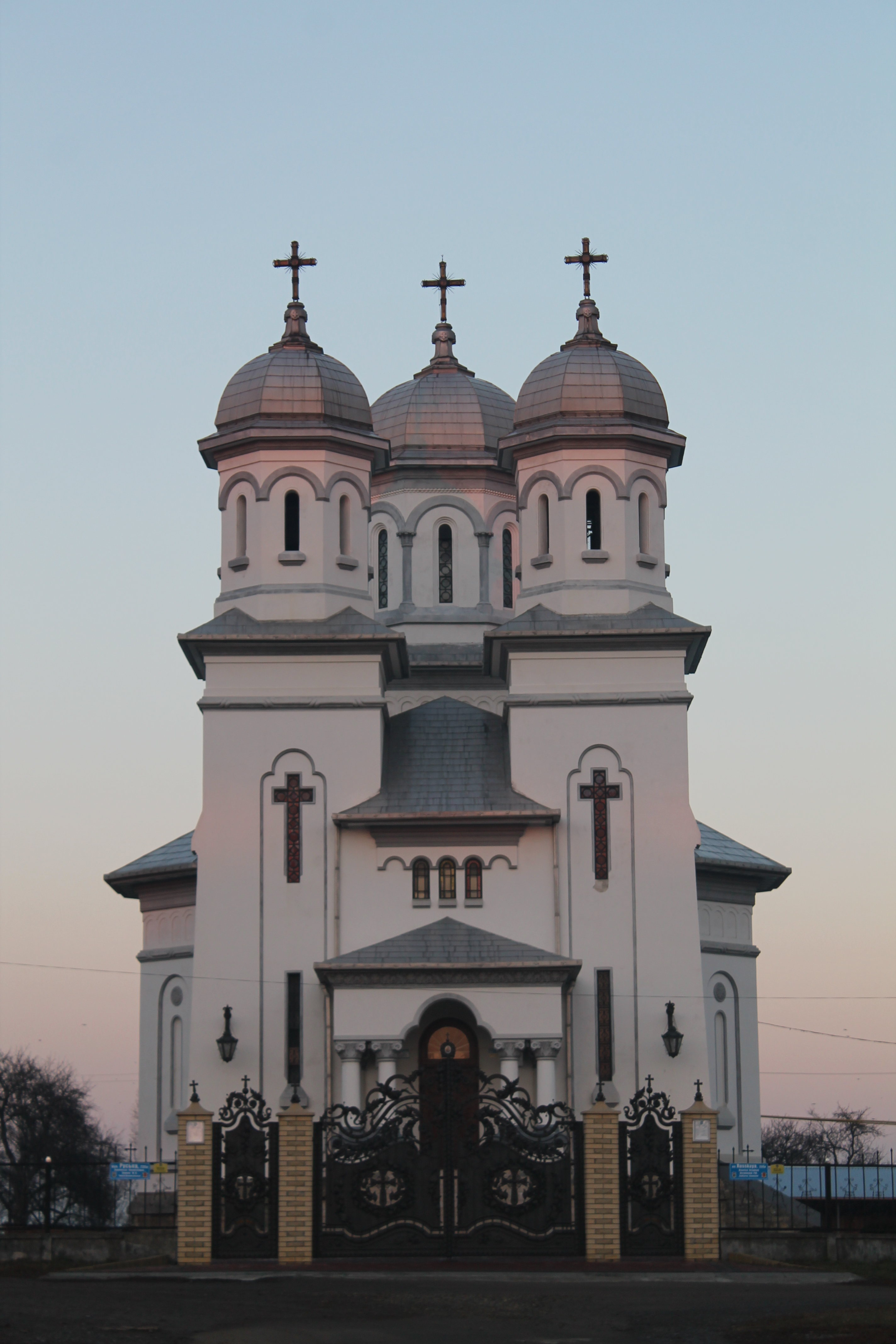
Biserica ortodoxă Înălțarea Domnului din Cernăuți este singura biserică din oraș în care slujbele se oficiază integral în limba română. A fost reabilitată cu fonduri de la Departamentul pentru Românii de Pretutindeni în 2024.

## Cultură

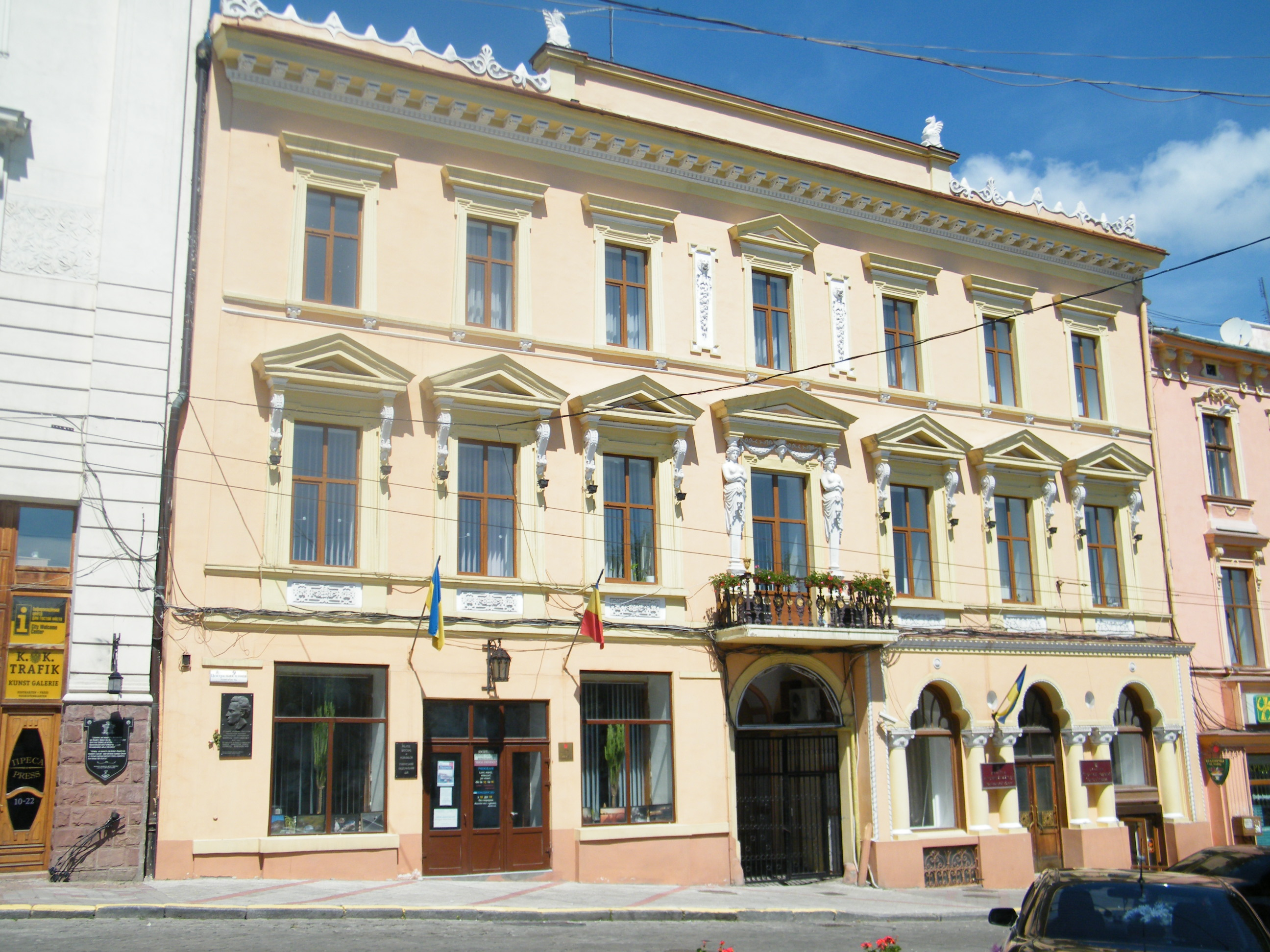
Casa culturală română din Cernăuți

Românii din Ucraina spre deosebire de cei din statele naționale (România și Republica Moldova) nu dispun de totalitatea drepturilor atât culturale, cât și lingvistice. Astfel, ca de exemplu se afirmă autoritățile ucrainene afirmă ca emisiunile în limba română la televiziune cuprind 426 de ore pe an, iar la radioul public, 333 de ore pe an. De fapt, lucrurile stau cu totul altfel, pentru ca numărul acestora, cumulat, nu ajunge nici macar la 140.
În 1998 în regiunea Cernăuți erau 94 de școli (cu predare in limba română sau mixte), astăzi (2013) mai sunt 86. Astfel, în perioada în care Teofil Bauer a fost guvernator, mai multe școli românești au fost "lichidate" treptat, sub diverse pretexte administrative (lipsa profesorilor, lipsa fondurilor pentru plata salariilor etc).
Însă există și momente pozitive, precum recunoașterea organizațiilor culturale românești din regiunea Cernăuți: Societatea pentru Cultură Românească "Mihai Eminescu", Alianța Creștin - Democrată a Românilor din Ucraina, Liga Tineretului Român din Bucovina "Junimea", Societatea Victimelor Represaliilor Staliniste "Golgota", Asociația Cultural-Sportivă "Dragoș Vodă", Societatea Medicilor Români "Isidor Bodea", Societatea de binefacere "Casa Limbii Române", Uniunea societăților românești pentru integrare europeană, Uniunea Interregională "Comunitatea românească din Ucraina", Societatea Scriitorilor Români din Bucovina, Fundația culturală - artistică "Prodromos", Centrul bucovinean de artă pentru conservarea și păstrarea culturii tradiționale românești, Societatea culturală a românilor din regiunea Cernăuți "Arboroasa" și Fundația civică raională "Gheorghe Asachi".
În regiunea Transcarpatia funcționează: Asociația social-culturală "George Coșbuc", Societatea culturală "Ioan Mihaly de Apșa", Uniunea Regională "Dacia" din Transcarpatia, Asociația Primăriilor românești din dreapta Tisei și Societatea Tineretului Român "Mihai Eminescu". Dintr-o ințiativă privată a luat naștere proiectul deschiderii unui centru cultural românesc în clădirea fostei școli confesionale române unite (greco-catolice) din Slatina.
Trebuie de asemenea de numit publicațiile care apar la Cernăuți în limba română: 
- ziarul regional „Concordia”
- cotidianul regional „Zorile Bucovinei”
- ziare cu apariție neregulată „Junimea” și „Arcașul”
- revista pentru copii „Făgurel”
- almanahul cultural-literar „Țara fagilor”
- revista trimestrială „Septentrion literar”
- ziarul „Libertatea cuvantului”
- ziarul „Clopotul Bucovinei”.

## Vezi și
- Românii de la est de Nistru
- Moldoveni
- Românii din Podolia